# Montabert (Aube)
Montabert est une ancienne commune de l'Aube qui a existé jusqu'au 27 pluviôse an III. Elle a été supprimée pour fusionner avec Montaulin.

## Histoire
Village cité dès 1097 par le comte de Champagne Eudes lors d'une donation à l'Abbaye de Molesme.
Elle avait un château du XVIIIe siècle qui fut détruit en 1850 par M. Jules Savoye.

## Population
- 86 habitants en 1787 ;
- 107 en 1790.

## Administration
Elle dépendait du bailliage ducal d'Aumont.
Devenue municipalité en 1790, elle disparaît en tant que telle le 27 pluviôse an III.